# Diospyros senensis
Diospyros senensis är en tvåhjärtbladig växtart som beskrevs av Johann Friedrich Klotzsch. Diospyros senensis ingår i släktet Diospyros och familjen Ebenaceae. Inga underarter finns listade i Catalogue of Life.